# Mon Amour (Annalisa)
Mon Amour è un singolo della cantante italiana Annalisa, pubblicato il 31 marzo 2023 come secondo estratto dall'ottavo album in studio E poi siamo finiti nel vortice.
Il brano ha ottenuto un grande successo commerciale, giungendo alla prima posizione della Top Singoli e diventando il primo di un'artista solista a conseguire tale traguardo dopo Bando di Anna del 2020. Il 31 dicembre 2024 è stato certificato sesto disco di platino, diventando il brano singolo di un’artista più venduto di sempre in epoca FIMI in Italia.

## Descrizione
Il brano è frutto della collaborazione della cantante con Paolo Antonacci e Davide Simonetta, che ne ha curato anche la produzione insieme a Zef. Riguardo al significato del testo Annalisa ha spiegato:

## Accoglienza
Mon Amour ha ottenuto recensioni miste da parte della critica specializzata.
Claudio Cabona di Rockol lo ha descritto come un brano dall'«atmosfera sexy ed energica» con sonorità «pop anni '90, ma anche un sound contemporaneo», ritenendo che «Annalisa non è mai stata così sicura delle sue potenzialità». Anche Claudio Fabretti di Ondarock riporta che la cantante abbia «compiuto un salto di qualità, fissando un nuovo standard di hit elettropop italico dal respiro internazionale», trovandolo «tutt’altro che banale» rispetto a come si presenta, poiché «congegnato con inesorabile meccanismo a orologeria, [...] in particolare i vari hook, piazzati ad arte tra la strofa e l'irresistibile ritornello, con enfasi su quest’ultimo dettato dal disorientamento tra il battito marziale e la base che si ammutolisce poco prima dell'esplosione vocale». Filippo Ferrari di Rolling Stone Italia, riflettendo sul percorso della cantante, scrive che con Bellissima e Mon Amour «Annalisa è finalmente entrata nella sua golden era; [...] con il suo lancio nel mondo del pop senza troppi significati o pretese se non quello di entrarti in testa» trovando che «ha iniziato a spaccare veramente quando ha deciso di buttarsi un po'». Ferrari sottolinea che rispetto al panorama italiano la cantante ha intrapreso la «leggerezza» simile a Paola & Chiara, apprezzando «l'energia di pensarlo, dopo i 35 anni di età [di Annalisa]».
Vincenzo Nasto di Fanpage.it ha definito il singolo «un inno alla libertà e alle passioni» legati sia ai «desideri del "dancefloor"» che «la passione carnale, con un pizzico di ironia». Alessandro Alicandri di TV Sorrisi e Canzoni afferma che il brano sia «nato senza questa ansia da prestazione» rispetto al precedente singolo, con una «leggerezza che serve per spiazzare ancora una volta», grazie alle sonorità composte da una «suadente intro club» e un «affascinante mix di suoni da pop latino e french house».
Fabio Fiume di All Music Italia ha assegnato un punteggio di 6+ su 10 a Mon Amour, sottolineando quanto «risulti meno memorizzabile, meno ipnotico» rispetto al precedente singolo Bellissima. Fiume ha evidenziato anche come la voce della cantante sia stata «sfruttata diversamente; [...] i virtuosismi sono infatti ridotti all'osso», aggiungendo anche che la dinamica del brano è «tesa, senza cali d'intensità». Anche Gabriele Fazio di Agenzia Giornalistica Italia non rimane particolarmente colpito dal brano, ritenendo che «non si percepisce nulla che sia neanche lontanamente artistico» poiché dedicata a «un pubblico disinteressato e superficiale» divenendo «una hit qualunque, una di quelle che non vuole comunicare nulla».

## Video musicale
In concomitanza con l’uscita del brano è stato reso disponibile un official visual art video attraverso il canale YouTube della cantante.
Il video musicale, diretto da Giulio Rosati, è stato diffuso invece il 5 aprile 2023. Con 57 milioni di visualizzazioni, alla fine dell'anno è risultato essere il video femminile più visto nel 2023 su YouTube in Italia.

## Tracce
Testi di Annalisa Scarrone, Davide Simonetta e Paolo Antonacci, musiche di Davide Simonetta e Stefano Tognini, eccetto dove indicato.
Download digitale
1. Mon Amour – 3:23

Streaming – Mon Amour (ho un'idea)
1. Mon Amour – 3:23
2. Bellissima – 3:21 (musica: Davide Simonetta)
3. Dieci – 3:18 (Annalisa Scarrone, Davide Simonetta, Paolo Antonacci, Dargen D'Amico)
4. Un domani (feat. Mr. Rain) – 3:43 (Annalisa Scarrone, Mario Fanizzi, Daniele Lazzarin, Mattia Balardi)

Download digitale – demo
1. Mon Amour (Demo) – 3:08

Download digitale – remix
1. Mon Amour (MILES Remix) – 2:05

## Formazione
- Annalisa – voce
- Davide Simonetta, Stefano "Zef" Tognini – chitarra, programmazione, synth

## Successo commerciale
Mon Amour ha esordito alla posizione numero 26 della Top Singoli, salendo alla quinta due settimane dopo, diventando il dodicesimo brano dell'artista a raggiungere la top 10 della classifica. Dopo aver trascorso due settimane alla terza posizione e tre alla seconda, il singolo ha conquistato la vetta alla nona settimana in classifica, prima volta in carriera per Annalisa, che è diventata inoltre la prima artista solista italiana a conseguire tale risultato dai tempi di Bando di Anna del 2020. A settembre 2023, il singolo ha inoltre superato 54 milioni di riproduzioni streaming su Spotify in meno di cinque mesi, risultato raggiunto più velocemente in Italia da una donna solista nell'era dello streaming. Il 16 ottobre dello stesso anno ha raggiunto le 400 000 copie vendute, diventando il secondo brano di un'artista solista italiana a conseguire tale obiettivo (il primo è stato il precedente Bellissima della stessa Annalisa). Alla fine dell'anno è risultato il settimo singolo più venduto in Italia.
Il 29 gennaio 2024 Mon Amour è risultato il brano più riprodotto di sempre su Spotify per un'artista italiana solista con oltre 73 milioni di ascolti, battendo il record detenuto in precedenza da Da zero a cento di Baby K e mantenendo tale record fino al 25 luglio 2024, quando è stato superato da La noia di Angelina Mango.
Il 31 dicembre dello stesso anno il singolo ha raggiunto le 600 000 copie vendute, diventando il brano di un'artista solista più venduto in Italia nella storia della FIMI.

## Classifiche

### Classifiche settimanali
| Classifica (2023) | Posizione massima |
| ----------------- | ----------------- |
| Italia            | 1                 |

### Classifiche di fine anno
| Classifica (2023) | Posizione |
| ----------------- | --------- |
| Italia            | 7         |
| Classifica (2024) | Posizione |
| Italia            | 72        |

## Riconoscimenti
- Music Awards
  - 2023 – Premio Singolo multiplatino
- Power Hits Estate
  - 2023 – Premio SIAE[28]
- SIAE Music Awards[29]
  - 2024 – Candidatura alla miglior canzone locali da ballo con musica live
  - 2024 – Candidatura alla miglior canzone social
  - 2024 – Candidatura alla miglior canzone streaming